# Grodziszcze (powiat żarski)
Grodziszcze (niem. Grötzsch, łuż. Groźišćo) – wieś w Polsce położona w województwie lubuskim, w powiecie żarskim, w gminie Brody.
W latach 1975–1998 miejscowość należała administracyjnie do województwa zielonogórskiego.
Pierwsze wzmianki o wsi w dokumentach z roku 1392 pod niemiecką nazwą Greuchez dotyczyły jedynie złożonego z kilku zabudowań przysiółka. Od 1864 roku Grodziszcze przynależy do Biecza. We wsi istnieje klub przerobiony na świetlicę wiejską, w której odbywają się wszystkie ważne wydarzenia kulturalne. Jest także plac zabaw wraz z boiskiem do gry w piłkę nożną.

## Grodziszcze w kulturze
Na portalu YouTube można odsłuchać utwór instrumentalny NERVE MATCH  "Blues Grodziszcze". Utwór zadedykowany przez muzyka rockowego Mirosława Iwaniucha wszystkim byłym i obecnym mieszkańcom wsi. 

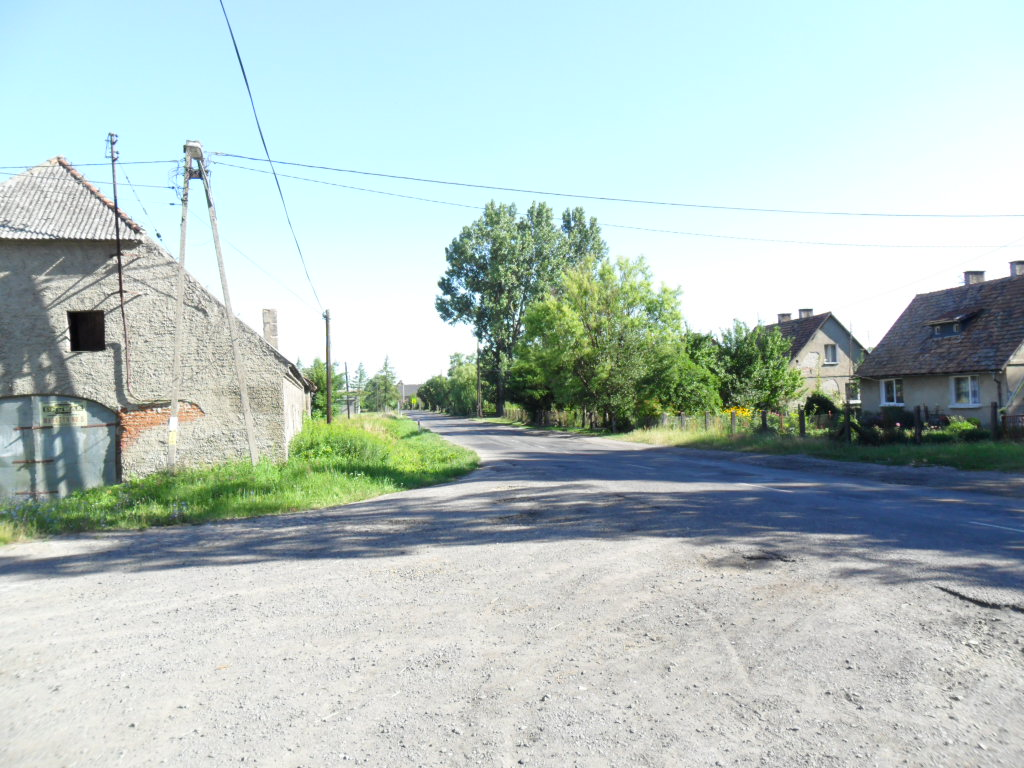
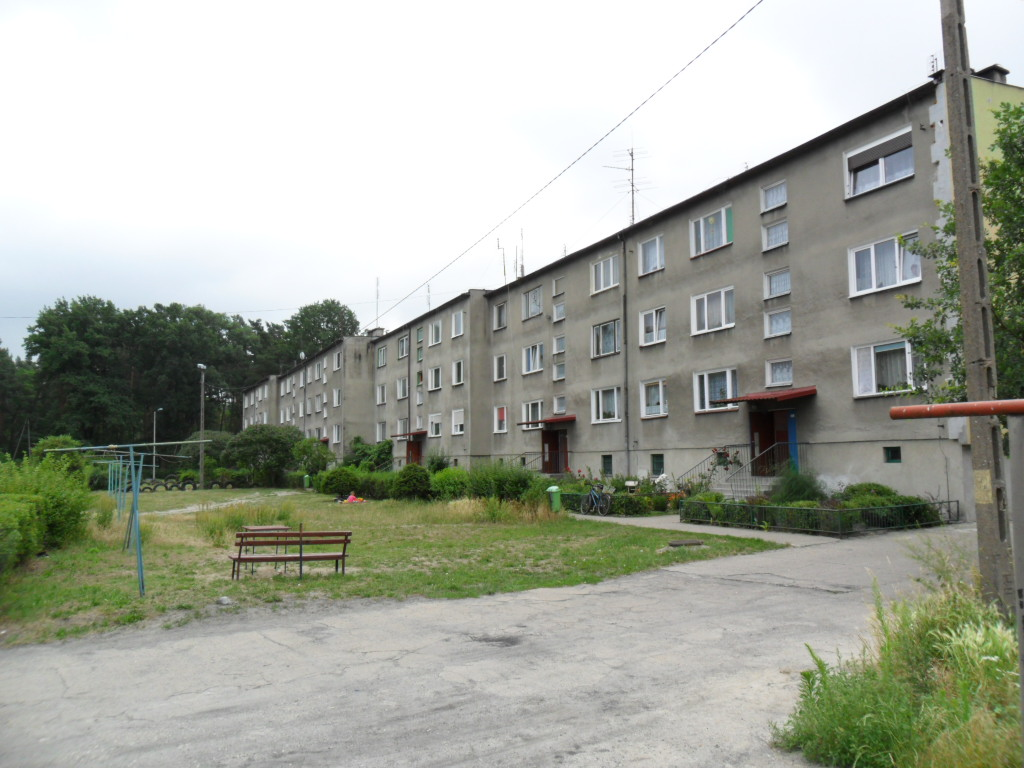